# Gal·licà (orador)
Gal·licà (en llatí llatí: Gallicanus) va ser un orador romà conegut solament per una referència de Frontó.
Hi ha autors que proposen que no es tracta del nom de cap orador, sinó d'un simple gentilici per referir-se al sofista Favorí d'Arle, que era gal. D'altres, en canvi, el relacionen amb Marc Gavi Esquil·la Gal·licà, un correspondent de les cartes de Frontó, que és apareix als fastos com a cònsol l'any 127, en el regnat d'Hadrià, i tal vegada també el 150. La seva identitat, en qualsevol cas, roman insegura.